# Ishmael Barbara
Ishmael Barbara (20 juni 1993) is een Maltees voetbalscheidsrechter. Hij is in dienst van FIFA en UEFA sinds 2021. Ook leidt hij sinds 2017 wedstrijden in de Premier League.
Op 12 oktober 2017 leidde Barbara zijn eerste wedstrijd in de Maltese nationale competitie. Tijdens het duel tussen Valletta FC en Tarxien Rainbows (6–0) trok de leidsman tweemaal de gele kaart. In Europees verband debuteerde hij op 8 juli 2021 tijdens een wedstrijd tussen FH Hafnarfjörður en Sligo Rovers in de eerste voorronde van de UEFA Europa Conference League; het eindigde in 1–0 en Barbara trok vijfmaal een gele kaart, waarvan twee aan dezelfde speler. Zijn eerste interland floot hij op 5 juni 2022, toen Peru met 1–0 won van Nieuw-Zeeland door een doelpunt van Gianluca Lapadula. Tijdens deze wedstrijd gaf Barbara vijf gele kaarten, twee aan Peru en drie aan Nieuw-Zeeland.

## Interlands
| Datum        | Plaats                        | Wedstrijd            | Uitslag | Competitie        | Kreeg geel | Kreeg voor de tweede keer geel en dus rood | Weggestuurd |
| ------------ | ----------------------------- | -------------------- | ------- | ----------------- | ---------- | ------------------------------------------ | ----------- |
| 5 juni 2022  | Cornellà de Llobregat, Spanje | Peru – Nieuw-Zeeland | 1 – 0   | Vriendschappelijk | 5          | 0                                          | 0           |
| 11 juni 2024 | Serravalle, San Marino        | San Marino – Cyprus  | 1 – 4   | Vriendschappelijk | 2          | 0                                          | 0           |

Laatste aanpassing op 28 juli 2024.